# BBVA Foundation Frontiers of Knowledge Awards
Die BBVA Foundation Frontiers of Knowledge Awards sind eine Gruppe von Auszeichnungen der Stiftung der Banco Bilbao Vizcaya Argentaria (BBVA). Die Preise werden seit 2008 vergeben und sind (Stand 2023) mit jeweils 400.000 Euro dotiert.
Preisvergaben erfolgen in folgenden acht Kategorien:
- Grundlagenforschung (Basic Sciences)
- Biologie und Biomedizin (Biology and Biomedicine)
- Klimawandel (Climate Change)
- Ökologie und Naturschutzbiologie (Ecology and Conservation Biology)[Anm 1]
- Informatik und Kommunikationstechnik (Information and Communication Technologies)
- Wirtschaft, Finanzen und Management (Economics, Finance and Management)
- Musik und Oper (Music and Opera)[Anm 2]
- Entwicklungszusammenarbeit (Development Cooperation)[Anm 3]

## Preisträger
| Jahr | Grundlagenforschung                                  | Biologie und Biomedizin                                              | Klimawandel                                                                               | Ökologie und Naturschutzbiologie                | Informatik und Kommunikationstechnik                             | Wirtschaft, Finanzen und Management                               | Musik und Oper              | Entwicklungszusammenarbeit                                                                       |
| ---- | ---------------------------------------------------- | -------------------------------------------------------------------- | ----------------------------------------------------------------------------------------- | ----------------------------------------------- | ---------------------------------------------------------------- | ----------------------------------------------------------------- | --------------------------- | ------------------------------------------------------------------------------------------------ |
| 2008 | Peter Zoller, Juan Ignacio Cirac Sasturain           | Joan Massagué Solé                                                   | Wallace Broecker                                                                          | William F. Laurance, Thomas Lovejoy             | Jacob Ziv                                                        | Jean Tirole                                                       | Steven Holl                 | Abdul Latif Jameel Poverty Action Lab                                                            |
| 2009 | Michael E. Fisher, Richard N. Zare                   | Robert Lefkowitz                                                     | Klaus Hasselmann                                                                          | Peter B. Reich                                  | Thomas Kailath                                                   | Hugo F. Sonnenschein, Andreu Mas-Colell                           | Cristóbal Halffter          | Development Research Institute                                                                   |
| 2010 | Gábor A. Somorjai                                    | Shin’ya Yamanaka                                                     | Nicholas Stern                                                                            | Edward O. Wilson                                | Donald E. Knuth                                                  | Lars Peter Hansen                                                 | Helmut Lachenmann           | International Rice Research Institute                                                            |
| 2011 | Didier Queloz, Michel Mayor                          | Alexander Varshavsky                                                 | Isaac Held                                                                                | Daniel Hunt Janzen                              | Carver Mead                                                      | Angus Deaton                                                      | Salvatore Sciarrino         | Ciro de Quadros                                                                                  |
| 2012 | David Bryant Mumford, Ingrid Daubechies              | Jeffrey M. Friedman, Douglas Coleman                                 | Susan Solomon                                                                             | Jane Lubchenco                                  | Lotfi Zadeh                                                      | Paul Milgrom                                                      | Pierre Boulez               | Drugs for Neglected Diseases Initiative                                                          |
| 2013 | Knut Urban, Harald Rose, Maximilian Haider           | Adrian Peter Bird                                                    | Christopher Field                                                                         | Paul R. Ehrlich                                 | Marvin Minsky                                                    | Elhanan Helpman                                                   | Steve Reich                 | Pratham Education Foundation                                                                     |
| 2014 | Stephen L. Buchwald                                  | Joseph Schlessinger, Charles L. Sawyers, Tony Hunter                 | Richard Alley                                                                             | David Tilman                                    | Leonard Kleinrock                                                | Richard W. Blundell, David Card                                   | György Kurtág               | Helen Keller International                                                                       |
| 2015 | Wjatscheslaw Fjodorowitsch Muchanow, Stephen Hawking | Gero Miesenböck, Karl Deisseroth, Edward Boyden                      | Veerabhadran Ramanathan                                                                   | Ilkka Hanski                                    | Stephen A. Cook                                                  | Robert B. Wilson                                                  | Georges Aperghis            | Martin Ravallion                                                                                 |
| 2016 | Bradley Efron, David Cox                             | Francisco Mojica, Jennifer A. Doudna, Emmanuelle Charpentier         | James E. Hansen, Syukuro Manabe                                                           | Marten Scheffer, Gene Likens                    | Geoffrey Hinton                                                  | Daron Acemoğlu                                                    | Sofia Asgatowna Gubaidulina | Peter J. Myler, Pedro L. Alonso                                                                  |
| 2017 | Omar Yaghi                                           | James P. Allison                                                     | William D. Nordhaus                                                                       | Peter Raymond Grant, Rosemary Grant             | Adi Shamir, Ronald L. Rivest, Silvio Micali, Shafrira Goldwasser | Robert H. Porter, Ariel Pakes, Timothy Bresnahan                  | Kaija Saariaho              | Nubia Muñoz                                                                                      |
| 2018 | Eugene J. Mele, Charles L. Kane                      | Jeffrey I. Gordon                                                    | John Alexander Church, Anny Cazenave, Jonathan Gregory                                    | Gretchen Daily, Georgina Mace                   | Ivan Sutherland                                                  | Claudia Goldin                                                    | John Adams                  | Noam Chomsky                                                                                     |
| 2019 | Charles H. Bennett, Gilles Brassard, Peter Shor      | Michael N. Hall, David M. Sabatini                                   | Kerry Emanuel                                                                             | Carlos M. Duarte, Terence Hughes, Daniel Pauly  | Isabelle Guyon, Bernhard Schölkopf, Wladimir Naumowitsch Wapnik  | Philippe Aghion, Peter W. Howitt                                  | Arvo Pärt                   | Susan Fiske, Shelley Taylor                                                                      |
| 2020 | A. Paul Alivisatos, Michael Grätzel                  | David Julius, Ardem Patapoutian                                      | Neil Adger, Ian Burton, Karen O’Brien                                                     | Sandra Myrna Díaz, Sandra Lavorel, Mark Westoby | John L. Hennessy, David A. Patterson                             | Ben Bernanke, Mark Gertler, Nobuhiro Kiyotaki, John Hardman Moore | Péter Eötvös                | Gerald Holton                                                                                    |
| 2021 | Charles Fefferman, Jean-François Le Gall             | Katalin Karikó, Drew Weissman, Robert Langer                         | Ellen Mosley-Thompson, Lonnie G. Thompson                                                 | Lenore Fahrig, Simon Levin, Steward Pickett     | Judea Pearl                                                      | Matthew Jackson                                                   | Philip Glass                | Mark Granovetter                                                                                 |
| 2022 | Paul Corkum, Ferenc Krausz, Anne L’Huillier          | David Baker, Demis Hassabis, John M. Jumper                          | Ellen Thomas, James Zachos                                                                | Susan C. Alberts, Jeanne Altmann, Marlene Zuk   | Alberto Sangiovanni Vincentelli                                  | Timothy Besley, Torsten Persson, Guido Tabellini                  | Thomas Adès                 | Steven Pinker, Peter Singer                                                                      |
| 2023 | Claire Voisin, Jakow Matwejewitsch Eliaschberg       | Franz-Ulrich Hartl, Arthur Horwich, Kazutoshi Mori, Peter Walter     | Dorthe Dahl-Jensen, Jean Jouzel, Valérie Masson-Delmotte, Jakob Schwander, Thomas Stocker | Gerardo Ceballos, Rodolfo Dirzo                 | Takeo Kanade                                                     | Partha Dasgupta                                                   | George Benjamin             | Elke U. Weber                                                                                    |
| 2024 | Avelino Corma, John Hartwig, Helmut Schwarz          | Daniel J. Drucker, Joel F. Habener, Jens Juul Holst, Svetlana Mojsov | Camille Parmesan                                                                          | –                                               | Anil K. Jain, Michael I. Jordan                                  | Olivier Blanchard, Jordi Galí, Michael Woodford                   | Toshio Hosokawa             | Icek Ajzen, Dolores Albarracín, Mahzarin Banaji, Anthony Greenwald, Richard Petty Philip Kitcher |